# Ierchov
Ierchov (en russe : Ершов) est une ville de l'oblast de Saratov, en Russie, et le centre administratif du raïon de Ierchov. Sa population s'élevait à 20 927 habitants en 2013.

## Géographie
Ierchov est arrosée par la rivière Bolchoï Arkadak, près de son point de confluence avec la Khoper. Elle se trouve à 178 km au sud-est de Saratov et à 857 km au sud-est de Moscou.

## Histoire
Ierchov a d'abord été un village, fondé en 1893 près de la gare ferroviaire de Ierchovo. Elle accéda au statut de commune urbaine en 1933 puis à celui de ville en 1963. Ierchov est un carrefour ferroviaire et routier.

## Population
Recensements (*) ou estimations de la population
| 1926* | 1939*  | 1959*  | 1970*  | 1979*  |
| ----- | ------ | ------ | ------ | ------ |
| 5 139 | 14 439 | 19 977 | 21 731 | 22 277 |

| 1989*  | 2002*  | 2010*  | 2012   | 2013   |
| ------ | ------ | ------ | ------ | ------ |
| 24 468 | 23 848 | 21 448 | 21 200 | 20 927 |